# Anže Tomić
Anže Tomić, slovenski radijski voditelj in podcaster, * 29. september 1983, Ljubljana.
Rojen kot košarkar in družboslovec, je pričel svojo profesionalno pot kot ljubitelj tehnologije. Za tednik Mladina je opravljal delo spletnega urednika. Pisal je tudi veliko recenzij telefonov in strojne opreme za računalniško revijo Monitor. Svojo radijsko pot je začel kot napovedovalec na Radiu Študent, trenutno pa kot spletni urednik in spiker deluje na Valu 202. Je poznavalec s področja sodobnih tehnologij, z Marušo Kerec na Valu 202 ustvarja oddajo Odbita do bita. Širši slovenski javnosti je postal znan tudi kot podcaster in vodja platforme Apparatus, rednim poslušalcem te mreže je poznan tudi z vzdevkom »podkast sultan«. Velja za pionirja slovenskih podkastov, prvega in originalnega kirurga, ki je povezal splet in radio in je baje tako Glavam, Podrobnostim in Številkam ponudil prvo jabolko in prvo pomoč, velikokrat pa tudi glas in strokovno podporo. Od leta 2014 je vodil tudi svoj podkast Apparatus, gre za zbirko daljših intervjujev.  
V juliju 2020 je z snemanjem podcastov vsaj začasno prenehal. Ostaja aktiven le v podcastu Odbita do bita. Zelo poslušan je tudi podcast Opazovalnica, ki ga vodi skupaj z Juretom Godlerjem.   